# پل تراژان
پل تراژان پل قوسی ساخت آپولودور دمشقی، معمار تراژان در ۱۰۵ پیش از میلاد و اولین پل دانوب سفلی بود. این پل یکی از بزرگ‌ترین دستاوردهای معماری رومی است که فقط به مدت ۱۶۵ سال کارکرد داشت.
این پل در شرق گردنه جرداپ، در نزدیکی شهرهای امروزی دروبتا-تورنو سورین در رومانی و کلادووا در صربستان امروزی قرار داشت. دستور ساخت آن توسط امپراتور روم، تراژان به عنوان مسیر تدارکاتی برای لژیون‌های رومی برای حمله به داکیه، صادر شد.

## نگارخانه

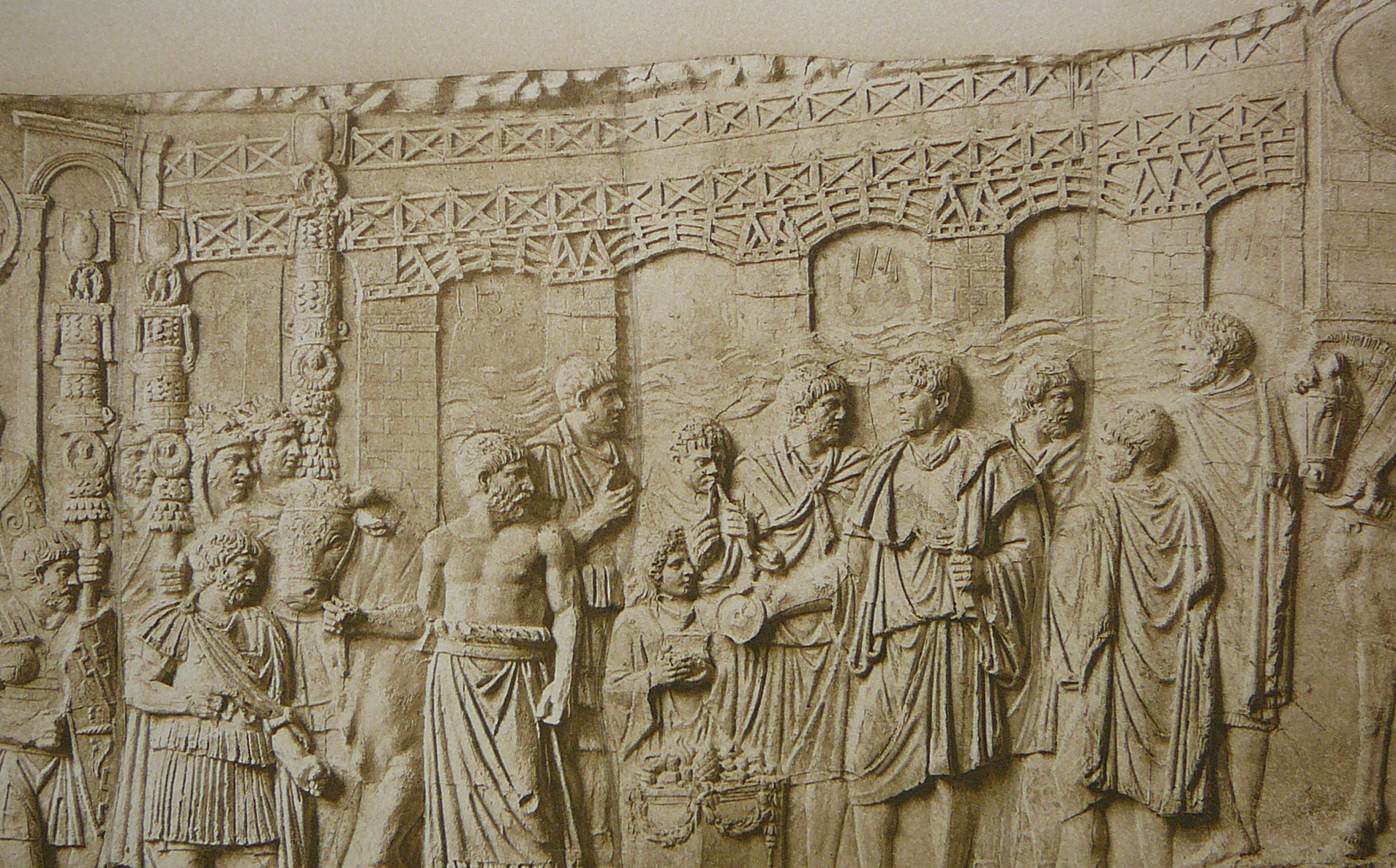
نقش برجستهٔ تجلیل فتح داکیه و پیروزی او در دانوب، ستون تراژان
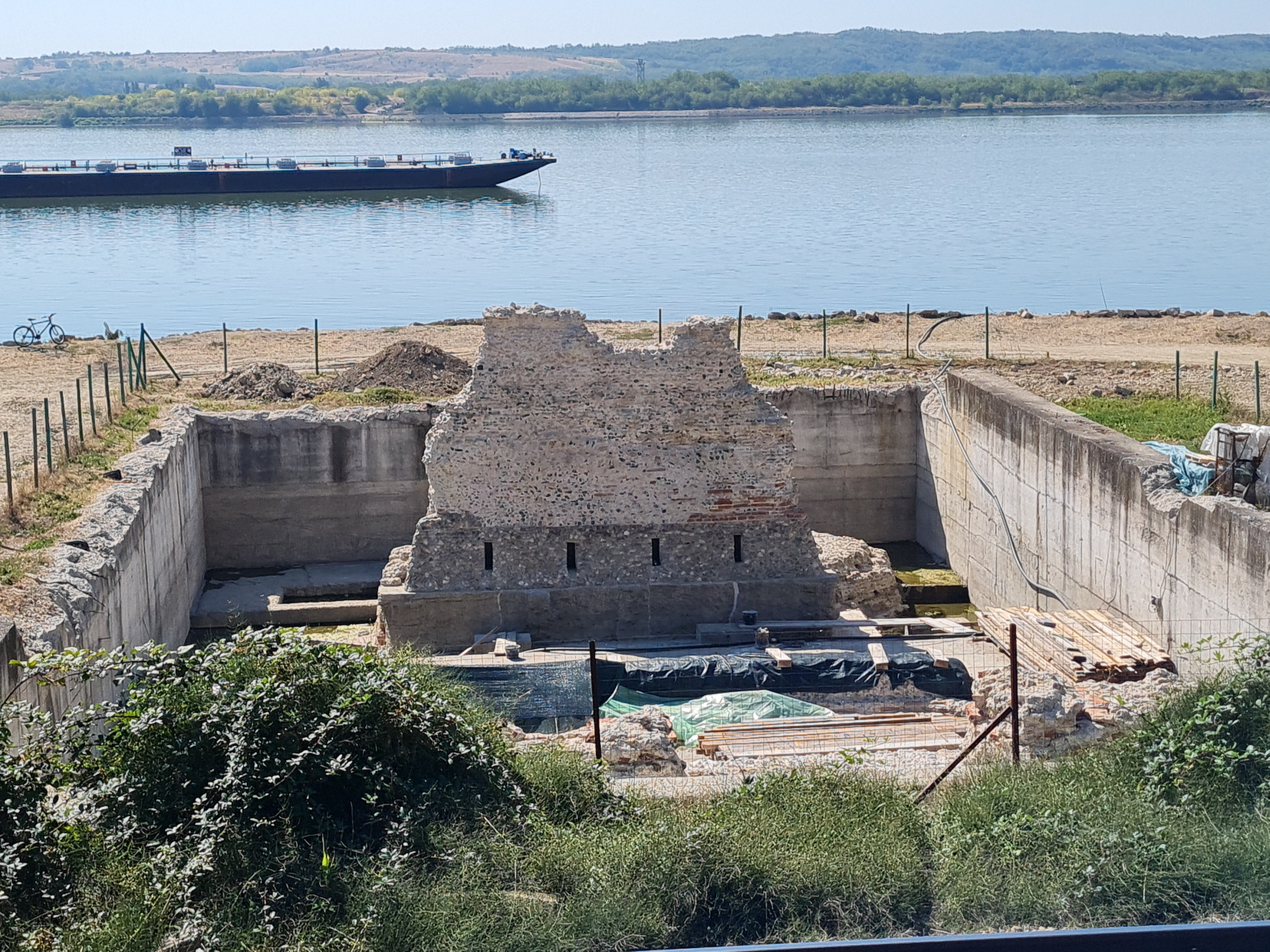
بازماندهٔ پایه‌های پل، ساحل رومانی
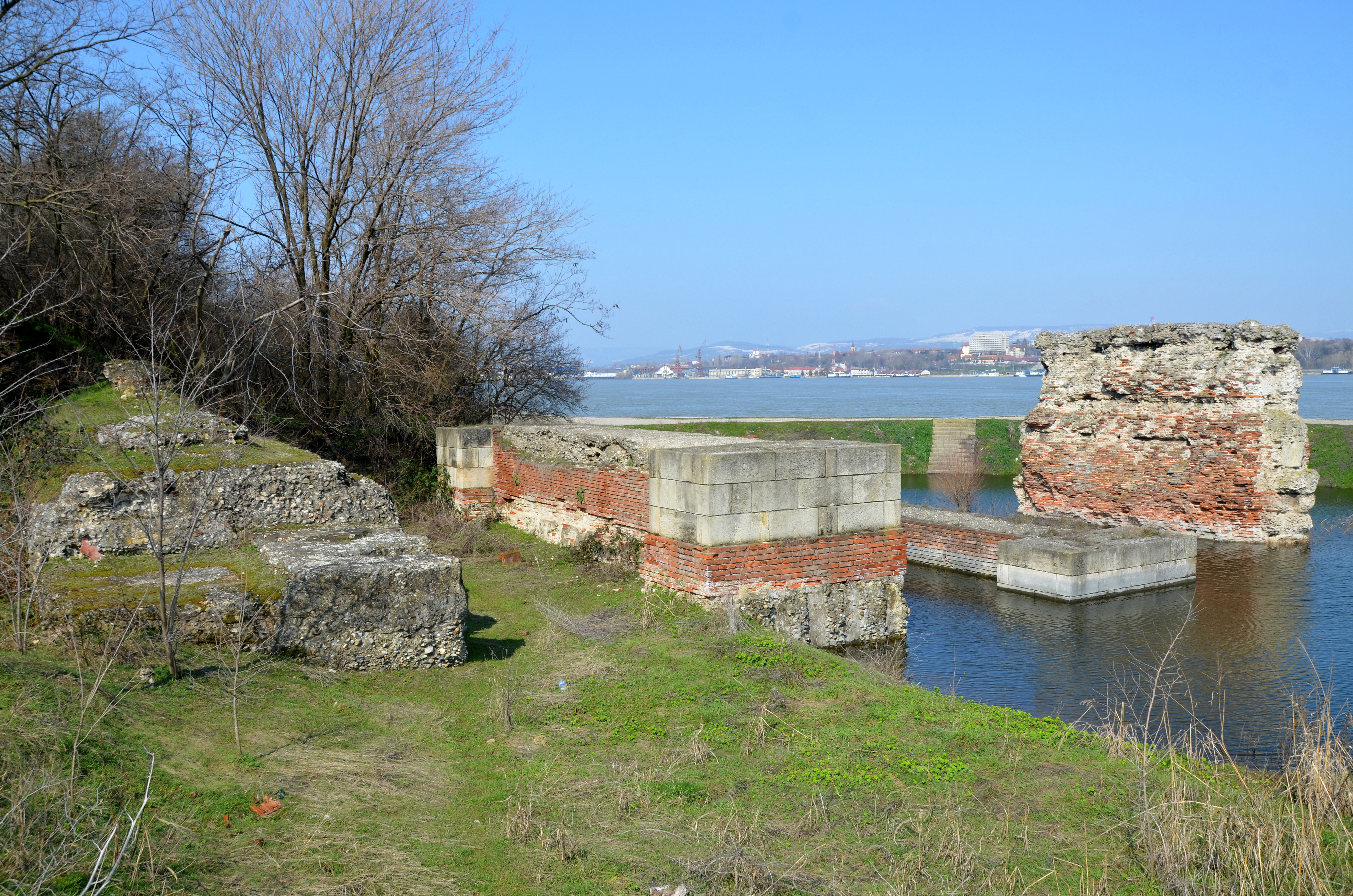
ساحل صربستان